# Застела, Юрий Кириллович
Юрий Кириллович Застела — советский учёный, кандидат технических наук, профессор, заслуженный деятель науки и техники ТАССР.

## Биография
Родился в 1910 году в селе Старая Водолага. Член КПСС.
Окончил Харьковский авиационный институт.
В 1928—1932 гг. — корреспондент газет города Харьков.
В 1937—1940 гг. — начальник технического бюро завода имени Коминтерна.
В 1940—1942 гг. — преподаватель Харьковского авиационного института
В 1942—1955 гг. — доцент, декан моторостроительного факультета, в 1955—1967 гг. — ректор, одновременно в 1953—1979 гг. — заведующий кафедрой теории авиадвигателей, в 1979—1988 гг. — профессор-консультант Казанского авиационного института.
Делегат XXII съезда КПСС.
Умер в 1988 году в Казани.

## Награды
- Орден Ленина
- Орден Красной Звезды
- Орден Знак Почёта

## Научный вклад и сочинения
Автор научных работ в области надёжности и ресурса газотурбинных двигателей:
- Новый способ стабилизации в камерах сгорания газотурбинного двигателя // Тр. Казан. авиац. института. 1955. Вып. 29;
- Новый способ стабилизации в камерах сгорания ВРД // Тр. Казан. авиац. института. 1961. Вып. 1;
- Экспериментальное исследование влияния отбора и перепуска воздуха на характеристики ТРДФ // Испытания авиац. двигателей. Уфа, 1971. Вып. 1;
- Термогазодинамический расчёт и расчёт высотно-скоростных характеристик газотурбинных двигателей. Казань, 1981;
- Теория воздушно-реактивных двигателей. Казань, 1982.